# Raghuji I
Raghuji I (de vegades Raghoji I) fou raja de Nagpur de la família Bhonsle maratha. Va exercir el poder per compte del sobirà maratha Shahu des de 1730 amb capital a Nagpur des de 1738 i va agafar el control de la resta de l'estat gond de Deogarh el 1743. Va morir el 1755.

## Biografia
La seva carrera abans de 1728 és poc coneguda. Es creu que el seu pare Bimbaji va morir quan Raghuji era molt jove, i fou criat per la mare Kasi Bai i l'àvia Baya Bai, a Wai (districte de Satara). Quan fou més gran va servir amb les forces del seu oncle Ranoji i amb un altre oncle, Kanhoji, a Bham; enemistat amb aquest, al que reclamava un jagir, va entrar al servei del raja gond de Deogarh, Chan Sultan, i després del nabab d'Ellichpur i finalment va entrar al servei de Shahu, de la branca reial maratha de Satara. Va participar en una campanya a Karnataka on es va distingir i Shahu i el va nomenar vers 1727 com a general per dirigir la campanya contra el su oncle Kanhoji que no pagava el tribut. Raghuji va marxar el 1728 des de Satara en contra del seu oncle i va rebre de Shahu la mokasa de Devur (prop de Wai) i per això en endavant els Bhonsle de la branca Hinganikar originada en Raghuji foren titulats també com a rages de Devur; va rebre tanmateix diversos honors i el dret de recaptar a Berar i Gondwana que podia estendre a Chhattisgarh, Patna, Allahabad i Makasudabad (a Bengala). Raghuji va entrar a Berar per Aurangabad, va evitar el territori del feudatari Samser Bahaddar Atole, i va recaptar tribut a la regió (1728). Sujayat Khan Pathan d'Akola que servia als nababs d'Ellichpur, fou derrotat per Raghuji i el seu territori dominat (1729). Llavors Raghuji es va dirigir a Bham, quarter del seu oncle (1730). Bham fou assetjada i durant el setge se li va unir el seu altre oncle Ranoji. Kanhoji va fugir cap a Mahur però fou atrapat pel seu nebot i atacat a Mandar (Vani) i en el combat fou derrotat i fet presoner. Kanhoji va passar la resta de la seva vida com a presoner a Satara. Raghuji va ocupar el lloc del seu oncle.
El 1736 Raghuji va anar fins a Allahabad i va recaptar tribut del raja de Garha-Mandla, aprofitant que el marata Baji Rao I estava ocupat amb el nizam. Baji Rao es va molestar però de moment no va tenir conseqüències fins que el seu fill Balaji va envair Garha-Mandla i va assolar les parganes de Sivani i Chapar. El raja gond de Mandla (Garha-Mandla) es va suïcidar per escapar de la desgràcia. Durant el regnat de Rama Shah, Raguji va envair el regne gond de Chanda però com que estava dirigit per un rei sant el va deixar en pau; però el successor del sant, Nilakanth Shah, va guanyar reputació de tirà i Raghuji llavors va anar al país (després de 1745) i el va capturar; els successors de Nilakanth Shah van rebre una pensió de Raghuji.
A la mort del sobirà gond de Deogarh, Chand Sultan, el 1738 el va succeir el seu fill legítim Bahadur Shah (amb dos porcions pels seus germans petits cadascuna un terç del país), però el fill il·legítim Wali Shah el va matar i va ocupar el poder. Els dos germans legítims de Bahadur Sah, Burhan i Akbar, que tenien menys de 20 anys, eren els successors legítims i la seva mare Rani Ratankuvar, va demanar ajut a Raghuji Bhonsle que governava Berar per compte del peshwa maratha. Quan Raghuji fou cridat pels joves prínceps gonds, va marxar de Bham on es trobava, va derrotar l'usurpador Wali Shah a Patansavangi; va conquerir Pavani al sud de Bhandara (Bhanore) al riu Wainganga que era una posició estratègica i on va nomenar governador a Tuloji Ram; després va atacar Bhanore, Wali Shah va enviar un exèrcit des de Deogarh manat pel seu ministre Raghunath Singh, per ajudar a les forces que defensaven Bhanore; Raghunat va acampar a Sirasghat al riu Waiganga i va partir les seves forces en dos grups, un a Sonbardi i un a Giroli; això va afavorir a Raghuji que va derrotar l'exèrcit enemic part del qual es va ofegar al riu; Raghunath mateix fou ferit i fet presoner però generosament alliberat esperant poder capturar a Wali Shah amb el seu ajut. El kiledar de Bhanore va resistir 22 dies i finalment es va haver de rendir; Raghuji va avançar cap a Deogarh i Wali Shah, aconsellat pel seu ministre, va sortir del fort on fou sorprès per forces de Raghuji i fet presoner. Per desig de la rani Ratan Kuwar, que va considerar a Raghuji com el seu tercer fill, la part del país que incloïa Gondavana Pavani, Marud, Multai (Mulatai) i Barghat fou cedida al maratha, a més d'una bona recompensa econòmica. Raghuji va establir la seva residència a Nagpur (ciutat), en el territori cedit, abandonant Bham.
El 1739 Raghuji fou enviat per Shahu a Karnataka, en estat de caos per les lluites entre prínceps; Karnataka (inclosa a les subas 'Hyderabad i Bijapur) havia estat concedida en part a Shahu per l'emperador mogol Muhammad Shah de Delhi en l'anomenat sanad de chauthai, junt amb quatre altres suba del Dècan, garantint el cobrament del chauth (quart) dels impostos, així com els de Tanjore, Trichinopoly i Mysore. En canvi el nizam reclamava aquestos territoris com a propis. El nababs lluitaven per imposar el seu control destacant com a més forts els de'Arcot, Sira, Kadappa, Karnool i Savanur. Tanjore (format per les parganes de Bangalore, Hoskot, Kolar, Balapur i Sira) estava governat per Pratap Singh, cosí de Shahu, que era atacat sovint per Chanda Sahib, gendre de Dost Ali el nabab d'Arcot; Chanda va usurpar el regne de Trichhinopoly de la Rani Minaksi i llavors aspirava a Tanjore, però Pratap Singh va demanar ajut a Shahu que va enviar una força important sota Fath Singh i Raghuji; l'abril de 1740 les forces marathes van atacar la zona i van matar a Dost Ali fent presoner al seu ministre Mir Asad (maig de 1740). Llavors van assetjar Trichinopoly, la fortalesa principal de Chanda Sahib; aquest que no podia rebre ajut del seu germà Bada Saheb de Madura, es va rendir a Raghuji el 14 de març de 1741, dia de Ramanavami. Chanda Sahib i el seu fill Abid Ali foren empresonats i enviat després a Nagpur vigilats pel general Bhaskar Ram. Per aquestos èxits Shahu li va concedir la mokasa de Berar i Gondwana fins a la frontera de Katak (Cuttack), el que li donava un alt estatus a la cort maratha i l'equiparava al peshwa. El governador francès de Pondichery, Dumas, guardava el tresor i la zanana (harem) de Chanda Sahib i Raghuji li va demanar la seva entrega, que Dumas va refusar fermament. Com a regal conciliador Dumas li va oferir unes botelles de xampany francès que van agradar molt a la rani de Raghuji i es diu que per això no va atacar la ciutat; Shahu quan ho va saber va comentar que un regne havia estat venut per una botella de vi, però és molt improbable que Raghuji pogués fer un atac a Pondichery on el francès estava ben equipat, o podia fàcilment escapar per mar, i segurament va preferir una entesa honorable que un atac fracassat.
A la tornada el 1741 va preparar una expedició a Bengala: Kanhoji, antecessor de Raghuji, ja havia fet un atac a Orissa (Katak). Raghuji va rebre de Shahu el dret de recaptar el chauth a Chhattisgarh, Patna, Allahabad i Maksudabad (Murshidabad); Shahu va concedir aquest dret sense disposar del permís imperial. Bengala, Bihar i Orissa estaven sota un únic nabab amb seu a Murshidabad, Murshid Quli Jafar Khan, fins a la mort d'aquest el 1727; el va succeir el seu gendre Sarfaraz Khan que fou assassinat el 1740 per l'ambiciós turc Ali Werdi Khan provocant l'enfrontament amb els partidaris del deposat dirigits per un persa, Mir Habid, que era el delegat del nabab a Orissa, el qual va demanar ajut de Raghuji; en aquell moment (1740) Raghuji estava a Karnataka i Habib va pressionar al general Bhaskar Ram per envair Bengala però el general no va fer res fins que el seu senyor va retornar; l'expedició fou preparada el 1741 i Bhaskar Ram fou posat al front, sortint el dia propici de Dasara de 1741. Va avançar per Ramgad, va saquejar Pacet (96 km a l'est de Ranchi) en direcció de Burdwan. Ali Werdi Khan fou sorprès a Burdwan pels marathes (15 d'abril de 1742) i va demanar la pau; però les exigències econòmiques marathes eren molt altes i Ali Werdi va marxar de Burdwan cap a Katva o Katwa. Bhaskar va decidir tornar a Nagpur per evitar el monsó però finalment, esperant un bon botí a Murshidabad, va canviar de plans, i va enviar a la capital a Mir Habib on van fer un saqueig obtenint un gran botí, retornant al cap de poc a Katwa; l'endemà del saqueig Ali Werdi entrava a Murshidabad (7 de maig de 1742) i durant els monsons els marathes van estendre els seus atacs fins a la zona de Calcuta retornant a Orissa. En aquesta expedició el general Bhaskar va ocupar els estats de Raipur, Ratanpur, Bilaspur i Sambalpur al territori de Chhattisgarh i el seu govern fou concedit a Mohan Singh, fill il·legítim de Raghuji.
El 1742 els marathes a Orissa estaven celebrant un festival des del 18 de setembre quan el dia 27 foren atacats per Ali Werdi, havent de retirar-se corrent. Bhaskar Ram va fugir a Pacet abandonant Burdwan, Hugli i Hijli. Katak fou recuperat per Ali Werdi que va tornar a Murshidabad el 9 de febrer de 1743. Bhaskar va demanar ajut immediat a Raghuji que en aquest moment estava enemistat amb el peshwa Balaji Baji Rao; aquest havia sortit de Poona el 1741 quan va saber l'expedició de Raguji a Bengala. Va consolidar la seva posició a Malwa amb l'ajut de Malhar Rao Holkar i va ocupar Garha, Mandla, Sivani i Chapar. Ali Werdi pensava que el peshwa s'uniria a Raghuji en l'atac a Bengala però Balaji es va unir a l'emperador i va oferir ajut a Ali Werdi a canvi del chauth de Malwa, Bundelkhand i Allahabad; l'emperador va acceptar (1742) i el peshwa fou enviat a ajudar a Ali Werdi; l'1 de febrer de 1743 el peshwa i el seu exèrcit eren a la riba del Ganges i el Yamuna a Prayag, i es van dirigir a Murshidabad on es van trobar amb Ali Werdi prop de Palashi (Plassey) el 30 de març de 1743. Ali Werdi va ratificar l'acord sobre el chauth. Va seguir la derrota de l'exèrcit de Raghuji el 15 d'abril. Quan Raghuji va anar a la zona amb socors el peshwa el va derrotar a Pacet; la rereguarda de l'exèrcit de Raghuji fou atacada pel peshwa i destruïda. Raghuji va retornar a Nagpur, i el peshwa a Poona.
Shahu, amoinat per la rivalitat de Balaji i Raghuji, els va cridar als dos a Satara (Raguhi estava lligat a Shahu per la seva dona, de la família del sobirà maratha) i va reconciliar els dos homes, arribant a un acord sobre el principat de Garha-Mandla. Un acord complet fou signat el 31 d'agost de 1743 pel qual el territori des de Berar cap a l'est fins a Katak o Cuttack, Bengala i Lucknow era assignat a Raghuji i els territoris a l'oest fins a Ajmer, Agra, Prayag i Malwa, a Balaji el peshwa, i cap interferia a la zona d'influència de l'altra.
A Deogarh van esclatar dissensions entre el dos germans i el 1743 Raghuji, ara amb les mans lliures, va tornar a intervenir a petició del germà gran Burhan Shah i va pensionar a l'altra germà; però aquesta vegada Raghuji no va abandonar el principat sinó que es va emparar del poder a l'estat i encara que Burhan Shah va romandre com a sobirà nominal, el cap maratha va exercir el poder efectiu.
El 1744 Raghuji va alliberar a Chanda Sahib i al seu fill contra el pagament d'un rescat satisfet pels banquers de Satara però foren confinats en algun lloc no assenyalat a les fonts
Al començament del 1744 va enviar una segona expedició a Bengala altre cop sota Bhaskar Ram. Aliat com abans amb Mir Habib va atacar a Ali Werdi pressionant per poder recpatar el chauth. Ali Werdi va planejar la mort del general i el va convidar a una reunió a Mankura, entre Amniganj i Katwa; Mir Habib va advertir al general però aquest no el va escoltar; durant la reunió, a un senyal convingut, els homes d'Ali Werdi van matar a Bhaskar i els seus acompanyants (en total 22 caps marathes, el 31 de març de 1744). Raghuji va decidir castigar el nabab per aquest acte de traïció i va marxar ambs 14.000 cavallers, creuant les muntanyes i deixant Sambalpur a l'esquerra va arribar a Orissa el març de 1745; el governador d'Orissa, Durlabhram, agafat per sorpres, es va tancar al fort de Barabati que fou assetjat; Durlabhram no va tardar a rendir-se i va quedar presoner però el seu lloctinent Abdul Aziz va decidir mantenir la resistència; com que no va poder rebre subministraments d'Ali Werdi abans de l'estació de pluges, es va haver de rendir (12 de maig de 1745); els marathes van ocupar tota Orissa fins a Midnapur i Hugli, i van saquejar Burdwan. Cridats per malcontents afganesos van anar cap a Bihar i es va lliurar una incerta batalla a Mehib Alipur i Ali Werdi es va retirar cap a Murshidabad el 21 de desembre de 1745. A Ramdighi, prop de Katwa, Raghuji fou derrotat i va retornar a Nagpur el gener de 1746. Va deixar tres mil marathes a Orissa per les quals el governador Mir Habib hauria de pagar 11 lakhs de rúpies pel manteniment.
El novembre de 1746 Ali Werdi va enviar els seus homes des de Murshidabad i va derrotar els marathes a Midnapur; els derrotats van fugir cap a Balasore passant per Jaleshwar. Janoji, fill de Raghuji, va aparèixer en escena i va arribar a Katak per ajudar a Mir Habib. La batalla entre Janoji i Ali Werdi que va seguir no va tenir vencedor però els bengalís, per la proximitat de les pluges, es van retirar a Murshidabad deixant als marathes tota Orissa (1747). Els marathes es van dedicar al saqueig. Janoji finalment va retornar a Nagpur a la mort de la seva mare i Mir Habib va quedar a Midnapur amb una força marathe de protecció. Raghuji llavors va enviar al seu altre fill Sabaji.
El 1748 Ali Werdi va arribar a Balasore i va enviar al seu exèrcit contra els marathes dirigits per Nilo Pandit que estaven preparant el saqueig de la factoria britànica. La força dirigida per Mir Habib es va amagar a les jungles i va evitar el combat i llavors Ali Werdi va fer un atac per sorpresa a la fortalesa de Barabati que va poder conquerir; el juny de 1749 Ali Werdi va retornar a Bengala i Mir Habib i els marathes van reaparèixer a Katak però el nabab va haver de posposar el seu atac perquè ja era la temporada de pluges i a l'arribada a Murshidabad va caure malalt (octubre de 1749).
De l'octubre de 1749 al març de 1751 els marathes no van donar treva a Ali Wardi. Van atacar les seves forces però van evitar una guerra oberta quan aquest disposava de prou forces. El 1750 Ali Werdi estava a Midnapur i els marathes van fer un atac inesperat a Murshidabad saquejant tot pel camí. Durlabhram i Mir Djafar, els oficials que estaven estacionats a Midnapur, no podien controlar als marathes; aquesta guerra de desgast va fer mal a Ali Werdi i el va privar de recursos i homes; el territori dominat era sempre a precari amb una part del país hostil. Llavors Ali Werdi tenia 75 anys; per consell de la seva dona va negociar amb els marathes i va enviar a Mir Djafar a trobar a Janoji i Mir Habib per establir els termes de la pau. El tractat final fou signat el maig de 1751 i establia:
- Mir Habib era confirmat com a governador d'Oirssa per compte del nabab de Murshidabad.
- El nabab de Murshidabad pagaria 12 lakhs de rúpies a l'any pel chauth de Bengala als Bhonsles de Nagpur, i mentre l'import fos pagat, els marathes no atacarien els dominis del nabab.
- El districte de Katak després Cuttack (territori més enllà del riu Suvarnarekha) era cedit als Bhonsles. És possible que Balasore passés també a Nagpur, ja que el 1803 els Bhonsles la van cedir als britànics (en tot cas la van adquirir en algun moment desconegut entre 1751 i 1803)

Així ara Raghuji dominava des de Berar (que compartia amb el nizam) a Cuttack, els regnes gonds de Chanda o Chandrapur i Deogarh. A Berar cobraven el 25% del chauth, el10% del sardesmukhi i el 5% de ghasdana mentre el nizam tenia el 60% però progressivament els Bhonsle van assegurar el 60% i van deixar al nizam només el 40%. També dominava els forts estratègics de Gawilgarh i Narnala i els territoris dependents, el fort de Mahur.
Raghuji va morir el 14 o el 21 de febrer de 1755 i el va succeir el seu fill Janoji. Els emblemes de Raghuji foren la Jari-Pataka i la bhagva-zenda o bandera safrà biforcada dels marathes. Va deixar quatre fills: Mudhoji i Bimbaji de la primera dona; i Janoji i Sabaji de la segona. Janoji era el més gran.